# Carmen Tablada
Carmen Rebanal Tablada (Oviedo, h. 1927 - Valladolid, 23 de agosto de 2014), que firmaba sus obras como Carmen Tablada, fue una escultora española.

## Biografía
Carmen Tablada nació, hija de Federico Rebanal y de Matilde Tablada, y creció en Oviedo, en el seno de una familia en la que varios de sus miembros eran artistas, principalmente pintores. Se trasladó de joven a Valladolid para ocupar una plaza en la Magistratura de Trabajo de la ciudad, y allí se casó y tuvo tres hijos.

## Obra
Su obra es figurativa, pero «enmarcada dentro del concepto surrealista», como la definió ella misma. La crítica María Aurora Viloria la calificó de «realismo mágico», por la incorporación de elementos como sirenas, musas, pájaros multicolores o animales con cabeza de mujer. Entre sus temas más habituales estaban la mujer, pero también el toro. Algunas de sus composiciones van montadas sobre carretas. Generalmente trabajaba en bronce patinado, al que incorporaba elementos incrustados como geodas o gemas.
De entre sus obras muebles se pueden destacar las composiciones tituladas Inspiración, Mujer caracol, Rey Midas y Carreta folclórica. Sin embargo, resulta más conocida por sus dos obras urbanas instaladas en Valladolid: la titulada Arco de toros (12 de mayo de 2007), situada entre la plaza de toros y el museo taurino, y la dedicada a Teresa de Jesús, titulada El Espíritu y la pluma (15 de octubre de 2009), emplazada en el paseo de Juan de Austria, junto a la pasarela del Museo de la Ciencia.
Expuso en multitud de galerías y salas de diversas ciudades; en Valladolid en la Galería Rafael, en la del Central Hispano y en la de Caja España. Falleció en Valladolid el 23 de agosto de 2014.
Además de los diversos premios locales y nacionales recibidos por su obra, el principal homenaje que se le ha dedicado ha sido dar su nombre a una calle en Valladolid, en el barrio de La Rubia, entre la carretera de Rueda y el paseo de Zorrilla.